# 福森道歩
福森 道歩（ふくもり みちほ、1975年（昭和50年）8月23日生）は、日本の陶芸家、料理家。三重県阿山町（現・伊賀市）出身。伊賀焼を代表する窯元「土楽窯」の7代目当主福森雅武の四女で、2015年から8代目当主。

## 略歴
阿山町立丸柱小学校、阿山町立阿山中学校、三重県立上野高等学校を経て短期大学卒業。料理研究家村上祥子に3年師事。辻調理師専門学校卒業後、大徳寺龍光院にて1年間修行。2003年 家業である伊賀焼窯元「土楽」に入り、2016年 代表取締役に就任。
「ほぼ日刊イトイ新聞」にて土鍋料理の連載をしており、書籍化されている。フードスタイリストの飯島奈美とたびたびコラボレーションをしている。

## 出演

### テレビ番組
- Mi/Do/Ri 緑遊のすすめ（NHK）
- 世界！ニッポン行きたい人応援団（テレビ東京）
  - 2019年5月27日(月) 土鍋の達人がコツを伝授！究極の炊き込みご飯を作る
  - 2020年7月20日(月) ニッポンにご招待したら人生変わっちゃった！SP
- 土楽さんの日日～伊賀陶工に宿る「土・食・花」～（NHK BSプレミアム・2021年2月20日）

## 著書
- スゴイぞ！土鍋（2010年4月23日 講談社）ISBN 978-4062784467
- 土鍋だから、おいしい料理（2015年4月7日 PHP）ISBN 978-4569822228
- ひとり小鍋[4]（2018年12月28日 東京書籍）ISBN 978-4487812172